# Jaskinia Zbójecka w Łopieniu
Jaskinia Zbójecka w Łopieniu (również Grota Zbójecka w Łopieniu) – jaskinia w masywie Łopienia w Beskidzie Wyspowym, w polskich Beskidach Zachodnich. Długość korytarzy wynosi 433 m, łączna deniwelacja 20,3 m (+1,5 m, -18,8 m). Jest to najdłuższa jaskinia Beskidu Wyspowego.

## Charakterystyka
Jaskinia Zbójecka jest jaskinią typu osuwiskowego. Powstała w grubych warstwach piaskowców magurskich, budujących tę część Beskidów. Wejścia do jaskini (trzy otwory o ekspozycji wylotów ku górze) znajdują się w północnych zboczach góry Łopień, na wysokości ok. 903 m n.p.m. Jaskinię tworzy plątanina szerszych i węższych korytarzy, niewielkich sal, kominków i studzienek oraz szczelin o zróżnicowanych szerokościach i kierunkach przebiegu.
Największą objętościowo komorą w jaskini jest Sala Janosika, która ma 4 m długości, około 3 m szerokości i około 3 m wysokości. W jej części południowo-zachodniej strop przechodzi w wysoki na około 10 m Komin Prezesa. Inne większe komory to Sala Dziadka (około 3,5 m długości, 2,5 m szerokości, maksymalna wysokość 3 m), Sala Zbłąkanych (szerokość do 6 m i wysokość do 2,5 m) i Sala Rumcajsa (6 m długości, od 3 do 5 m szerokości i 4 m wysokości w środkowej części).
Dno jaskini w większości tworzy gruz skalny, a miejscami większe głazy. Pod studzienkami wejściowymi na dnie spotyka się liście i szczątki roślinne. W Gliniastych Partiach oraz innych korytarzach odchodzących z Sali Janosika dno tworzy glina. W południowej części Sali Rumcajsa dno pokryte jest na znacznej części guanem nietoperzy. Mniejsze pokłady guana spotyka się również w kilku innych korytarzykach. W jaskini występują dość licznie nacieki węglanowe w postaci polew i stalaktytów, których długość sięga do kilku centymetrów. Największe stalaktyty znajdują się w rejonie Sali Janosika.

## Mikroklimat
Jaskinia posiada mikroklimat dynamiczny. Zimą temperatura w niej nie spada poniżej 0 °C. Światło dzienne sięga Sali Wejściowej i korytarzy biegnących do Sali Zbłąkanych i Sali pod Studnią. Górne partie jaskini są suche, natomiast w dolnych partiach (poniżej Sali Dziadka) jest dość wilgotno.

## Flora i fauna
W rejonach, do których dochodzi światło dzienne, rozwijają się mchy i porosty. Na szczątkach organicznych spotyka się grzyby i pleśnie. Stwierdzono występowanie licznych pająków, motyli i owadów bezskrzydłych. Zimą w jaskini hibernują nietoperze. Latem 1997 r. stwierdzono występowanie przynajmniej 3 gatunków nietoperzy: podkowca małego (Rhinolopus hipposideros), nocka dużego (Myotis myotis) oraz gacka (Plecotus sp.).

## Dzieje poznania
Jaskinia prawdopodobnie była znana miejscowej ludności od dawna. Po raz pierwszy w literaturze wymienił ją Kazimierz Sosnowski w swym przewodniku turystycznym po Beskidach (1914, 1926, 1930). Kazimierz Kowalski pisał (1954), że według okolicznej ludności jaskinia jest zasypana, a za nim powtórzył to Władysław Krygowski w swoim przewodniku po Beskidach (1977). Z pewnością jednak jaskinia nie była w tym czasie zasypana, a pomyłka wzięła się stąd, iż K. Kowalski szukał jaskini w niewłaściwym miejscu. Została ona ostatecznie zlokalizowana w sierpniu 1997 r. przez B. Bubulę, P. Lesieckiego i B. Sułkowskiego z Klubu Grotołazów w Limanowej. Pomiary jaskini wykonali 21 i 25 sierpnia 1997 r. wyżej wymienieni oraz T. Mleczek (Speleoklub Dębica). Według tych pomiarów liczyła ona 380 m korytarzy oraz -16 m deniwelacji. Badania eksploracyjne z lat 2000–2008 powiększyły te wartości do obecnego stanu.

## Zwiedzanie
Jaskinia jest znana ludności miejscowej i była często zwiedzana. Przejście głównego ciągu nie przedstawia większych trudności. Natomiast zwiedzenie wszystkich partii jaskini jest bardzo uciążliwe (ciasno), a ponadto pokonanie niektórych korytarzy i kominków wymaga wspinaczki (trudności IV) i użycia technik alpinistycznych (lina).
W 1998 r. Jaskinia Zbójecka w Łopieniu otrzymała status pomnika przyrody. Wchodzi w skład specjalnego obszaru ochronnego siedlisk (dyrektywa siedliskowa) „Natura 2000” pod nazwą Uroczysko Łopień. Jest nieudostępniona do zwiedzania. Dalsze części jaskini, w których zimują nietoperze, są zamknięte kratą.

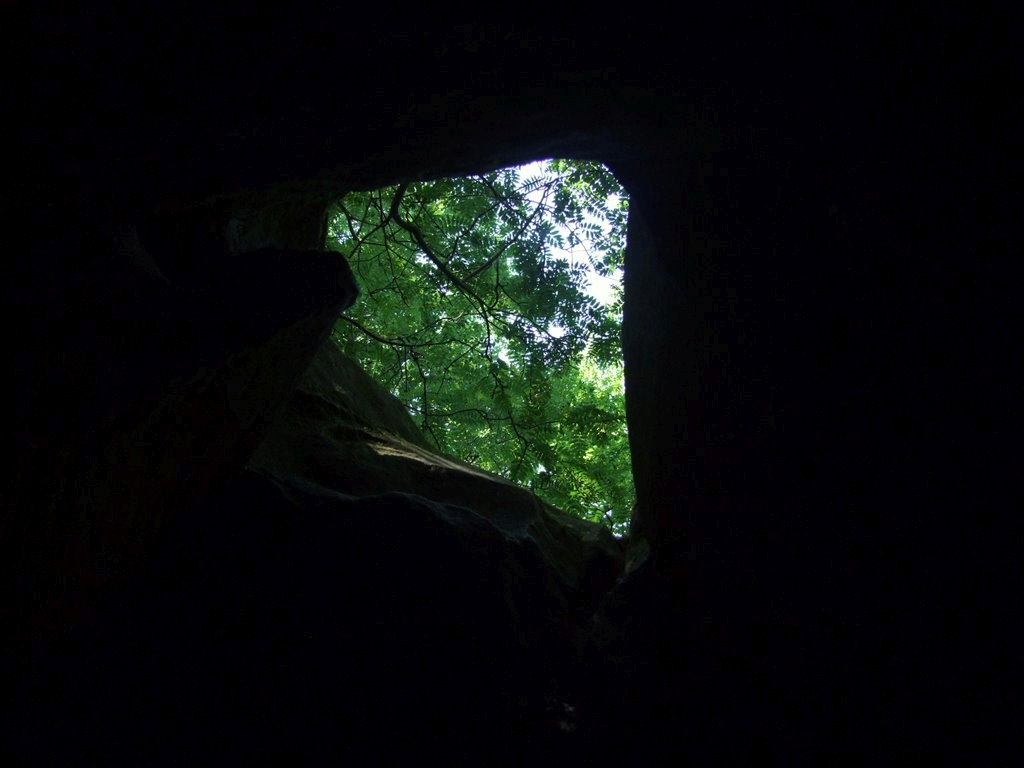
Otwór wlotowy
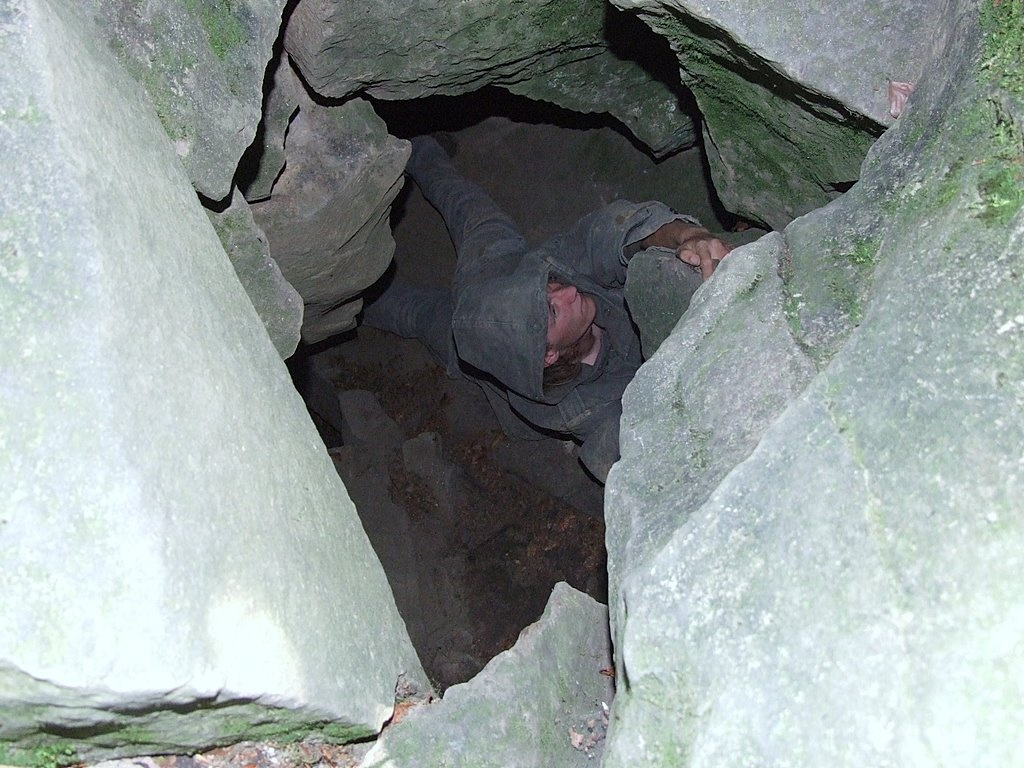
Studnia wlotowa
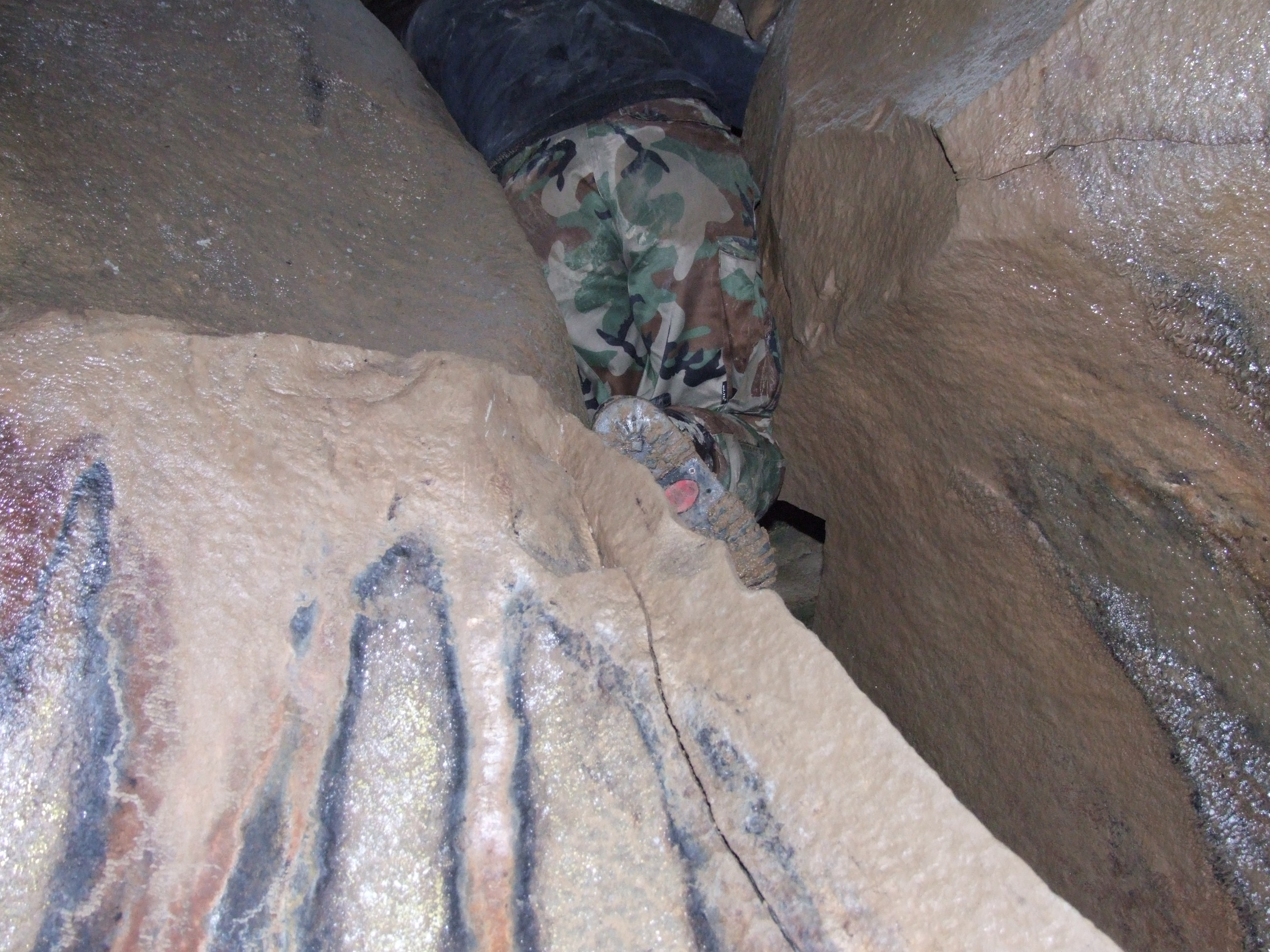
Jedno z przejść
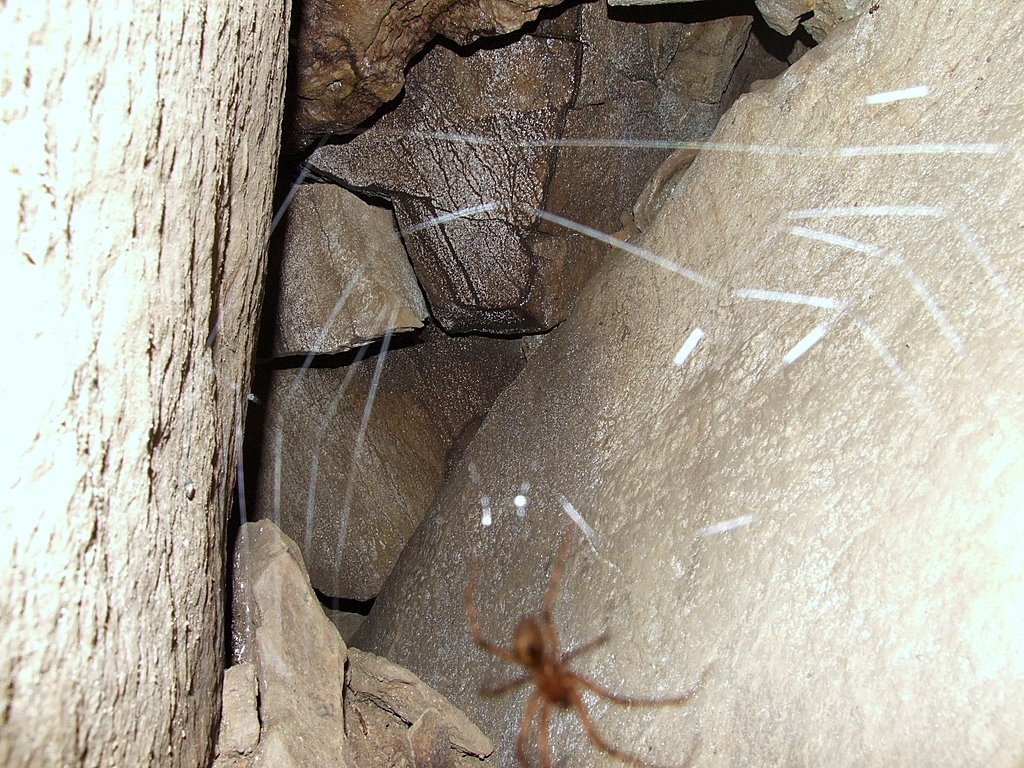
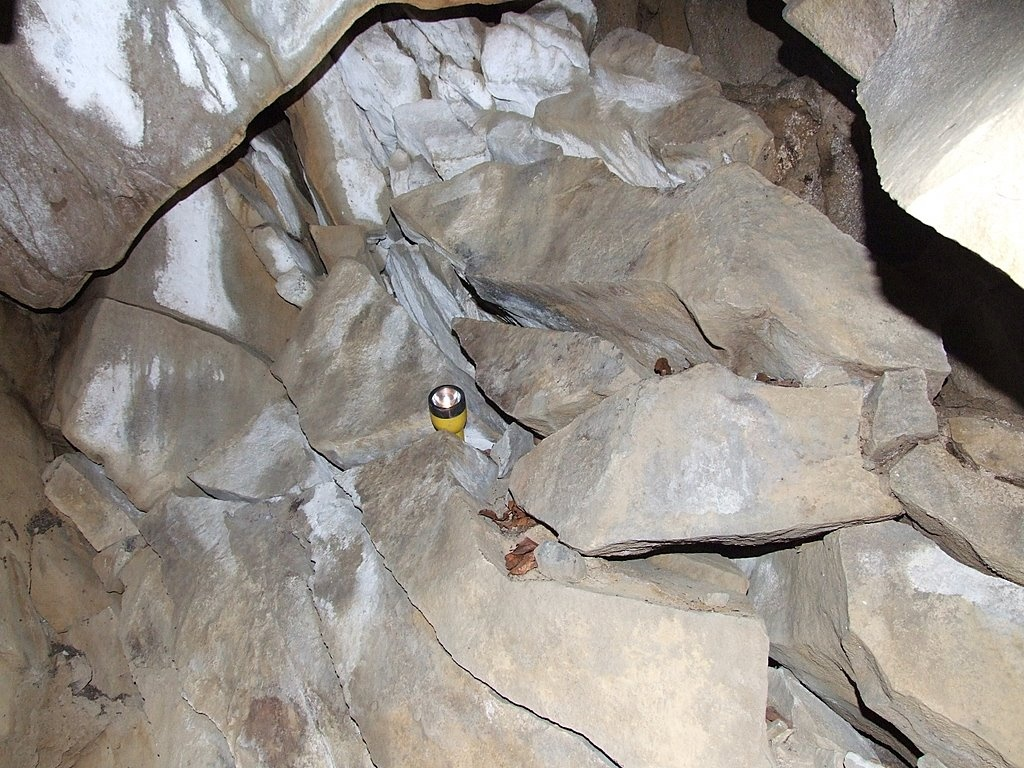